# Softly...but with That Feeling
| Recensione | Giudizio |
| ---------- | -------- |
| AllMusic   |          |

Softly...but with That Feeling è un album del chitarrista jazz statunitense Herb Ellis, pubblicato dalla Verve Records nell'agosto del 1962.

## Tracce
LP
Lato A
1. One Note Samba – 5:43 (testo: Newton Mendonça – musica: Antônio Carlos Jobim)
2. Toni – 1:53 (musica: Tony Romano)
3. Like Someone in Love – 5:37 (testo: Johnny Burke – musica: Jimmy Van Heusen)
4. Jim's Blues – 5:49 (musica: Herb Ellis, Victor Feldman)

Lato B
1. John Brown's Body – 3:31 (P.D.)
2. Detour Ahead – 4:08 (Herb Ellis, John Frigo, Lou Carter)
3. You Better Be Ready – 5:34 (musica: Victor Feldman)
4. Gravy Waltz – 5:07 (musica: Ray Brown)

## Formazione
- Herb Ellis – chitarra
- Victor Feldman – vibrafono
- Leroy Vinnegar – contrabbasso
- Ronnie Zito – batteria

### Produzione
- Jim Davis – produzione
- Registrazioni effettuate il 12 e 13 ottobre 1961 a Hollywood, California
- Val Valentin – ingegnere delle registrazioni
- Leonard Feather – note retrocopertina album originale [3]